# (9976) 1993 TQ
(9976) 1993 TQ (1993 TQ, 1971 WC, 1977 AL2, 1980 WV) — астероїд головного поясу, відкритий 9 жовтня 1993 року.
Тіссеранів параметр щодо Юпітера — 3,325.